# Ducat de Terranova
El Ducat de Terranova és un títol nobiliari del Regne de Nàpols concedit per Ferran el Catòlic, llavors duc d'Apulia i Calàbria, per Real Cèdula d'11 d'abril de 1502 a Gonzalo Fernández de Còrdova, el Gran Capità.
El seu nom es refereix al municipi italià de Terranova Sappo Minulio, situat a la província de Reggio Calàbria a la regió de Calàbria.
La dignitat va ser rehabilitada com a títol del Regne d'Espanya, amb Grandesa per Real Carta de confirmació de 22 de juliol de 1893, per Alfonso XIII, a favor d'Alfonso Ossorio de Moscoso i Ossorio de Moscoso.

## Ducs de Terranova (títol italià)
- Gonzalo Fernández de Còrdova i Aguilar, duc de Terranova (1503-1515). També duc de Sessa, duc de Montalto, duc de Santángelo i duc de Andría.

A la mort del Gran Capità, el rei Fernando el Catòlic no va permetre que els seus successors heretessin el títol.
- Carlos d'Aragó i Tagliavia. Duc de Terranova el 17 d'agost de 1561 (1561-1599). Va heretar el marquesat de Terranova del seu pare, Francisco Tagliavia d'Aragó, creat marquès de Terranova el 18 d'abril de 1530. També va ser príncep de Castelvetrano, marquès de Avola i comte de Borghetto.

- Carlos Tagliavia d'Aragó (1599-1605). Nieto de l'anterior. També va ser príncep de Castelvetrano, marquès de Ávola i de Favara i comte de Borghetto.

- Juan Tagliavia d'Aragó (1605-1623). També va ser príncep de Castelvetrano, marquès de Ávola i de Favara i comte de Borghetto.

- Diego Tagliavia d'Aragó (1623-1663). Germà de l'anterior. També va ser príncep de Castelvetrano, marquès de Ávola i de Favara i comte de Borghetto.

- Juana d'Aragó Tagliavia Carrillo de Mendoza i Cortès (1663-1692). També va ser princesa de Castelvetrano, marquesa de Ávola, Favara i del Valle d'Oaxaca, comtessa de Borghetto, baronessa de Birribaida, de Belize, de Petra Belize, de Sant'Angelo di Muxiario, de Baccarasi, de Casteltermini i de Guastanella, i senyora de Montedoro. El seu successor va entroncar amb els ducs de Monteleón.

- Juana d'Aragó Pignatelli Cortès i Pimentel (1692-1725). Neta de l'anterior. També va ser duquessa de Monteleón, princesa de Castelvetrano i Noya, marquesa de Ávola, de Caronia, de Cerchiara, Favara i del Valle d'Oaxaca, comtessa de Borrello i de Borghetto, baronessa de Birribaida, de Belize, de Petra Belize, de Sant'Angelo di Muxiario, de Baccarasi, de Casteltermini, de Guastanella i de Caronia, i senyora de Montedoro.

- Diego d'Aragó Pignatelli Cortès (1725-1750). També duc de Monteleón, príncep de Castelvetrano i Noya, marquès de Ávola, de Caronia, de Cerchiara, Favara i del Valle d'Oaxaca, comte de Borrello i de Borghetto, baró de Birribaida, de Belize, de Petra Belize, de Sant'Angelo di Muxiario, de Baccarasi, de Casteltermini, de Guastanella i de Caronia, senyor de Montedoro.

- Fabricio Matías d'Aragó Pignatelli Cortès (1750-1765). També duc de Monteleón, príncep de Castelvetrano i Noya, marquès de Ávola, de Caronia, de Cerchiara, Favara i del Valle d'Oaxaca, comte de Borrello i de Borghetto, baró de Birribaida, de Belize, de Petra Belize, de Sant'Angelo di Muxiario, de Baccarasi, de Casteltermini, de Guastanella i de Caronia, senyor de Montedoro.

- Héctor María d'Aragó Pignatelli Cortès (1765-1800). També duc de Monteleón i Bellosguardo, príncep de Castelvetrano i Noya, marquès de Ávola, de Caronia, de Cerchiara, Favara i del Valle d'Oaxaca, comte de Borrello i de Borghetto, baró de Birribaida, de Belize, de Petra Belize, de Sant'Angelo di Muxiario, de Baccarasi, de Casteltermini, de Guastanella i de Caronia, senyor de Amendolara, Montedoro i Sant Giovanni.

- Diego María d'Aragó Pignatelli Cortès (1800-1818). També duc de Monteleón i de Bellosguardo, príncep de Castelvetrano i Noya, marquès de Ávola, de Caronia, de Cerchiara, Favara i del Valle d'Oaxaca, comte de Borrello i de Borghetto, baró de Birribaida, de Belize, de Petra Belize, de Sant'Angelo di Muxiario, de Baccarasi, de Casteltermini, de Guastanella i de Caronia, senyor de Amendolara, Montedoro i Sant Giovanni.

- José d'Aragó Pignatelli Cortès (1818-1859). També duc de Monteleón i de Bellosguardo, príncep de Castelvetrano i Noya, marquès de Ávola, de Caronia, de Cerchiara, Favara i del Valle d'Oaxaca, comte de Borrello i de Borghetto, baró de Birribaida, de Belize, de Petra Belize, de Sant'Angelo di Muxiario, de Baccarasi, de Casteltermini, de Guastanella i de Caronia, senyor de Amendolara, Montedoro i Sant Giovanni.

- Diego d'Aragó Pignatelli Cortès (1859-1880). També duc de Monteleón i de Bellosguardo, príncep de Castelvetrano i Noya, marquès de Ávola, de Caronia, de Cerchiara i de Favara, comte de Borrello i de Borghetto, baró de Birribaida, de Belize, de Petra Belize, de Sant'Angelo di Muxiario, de Baccarasi, de Casteltermini, de Guastanella i de Caronia, senyor de Amendolara, Montedoro i Sant Giovanni.

- Antonio d'Aragó Pignatelli Cortès (1880-1881). Germà de l'anterior. També duc de Monteleón, de Bellosguardo, de Lacconia, de Girifalco i de Orta, príncep de Castelvetrano, de Noya, de Valle Reale i de Maida, marquès de Ávola, de Caronia, de Cerchiara, de Favara, de Giogosa, i de Montesoro, comte de Borrello, de Borghetto i de Celano, baró de Birribaida, de Belize, de Petra Belize, de Sant'Angelo di Muxiario, de Baccarasi, de Casteltermini, de Guastanella i de Caronia, senyor de Amendolara, Montedoro i Sant Giovanni.

- José d'Aragó Pignatelli Cortès, també conegut com a José Pignatelli d'Aragó i Fardella (1881-1938). També duc de Monteleón, de Bellosguardo, de Lacconia, de Girifalco i de Orta, príncep de Castelvetrano, de Noya, de Valle Reale i de Maida, marquès de Ávola, de Caronia, de Cerchiara, de Favara, del Valle d'Oaxaca, de Giogosa, i de Montesoro, comte de Borrello, de Borghetto i de Celano, baró de Birribaida, de Belize, de Petra Belize, de Sant'Angelo di Muxiario, de Baccarasi, de Casteltermini, de Guastanella i de Caronia, senyor de Amendolara, Montedoro i Sant Giovanni.

- Antonio Pignatelli d'Aragó i de la Gándara (1938-1958). També duc de Monteleón, de Bellosguardo, de Lacconia, de Girifalco i de Orta, príncep de Castelvetrano, de Noya, de Valle Reale i de Maida, marquès de Ávola, de Caronia, de Cerchiara, de Favara, de Giogosa, i de Montesoro, comte de Borrello, de Borghetto i de Celano, baró de Birribaida, de Belize, de Petra Belize, de Sant'Angelo di Muxiario, de Baccarasi, de Casteltermini, de Guastanella i de Caronia, senyor de Amendolara, Montedoro i Sant Giovanni.

- Giuseppe Aragó Tagliavia Pignatelli Cortès (1958-1984). També duc de Monteleón, de Bellosguardo, de Lacconia, de Girifalco i de Orta, príncep de Castelvetrano, de Noya, de Valle Reale i de Maida, marquès de Ávola, de Caronia, de Cerchiara, de Favara, de Giogosa, i de Montesoro, comte de Borrello, de Borghetto i de Celano, baró de Birribaida, de Belize, de Petra Belize, de Sant'Angelo di Muxiario, de Baccarasi, de Casteltermini, de Guastanella i de Caronia, senyor de Amendolara, Montedoro i Sant Giovanni.

- Nicolás Pignatelli d'Aragó i Rignon (1984-). Primer de l'anterior. També duc de Bellosguardo, de Lacconia, de Girifalco i de Orta, príncep de Castelvetrano, de Noya, de Valle Reale i de Maida, marquès de Ávola, de Caronia, de Cerchiara, de Favara, de Giogosa, i de Montesoro, comte de Borrello, de Borghetto i de Celano, baró de Birribaida, de Belize, de Petra Belize, de Sant'Angelo di Muxiario, de Baccarasi, de Casteltermini, de Guastanella i de Caronia, senyor de Amendolara, Montedoro i Sant Giovanni.

## Ducs de Terranova (títol espanyol)
| Titular                         | Període                                          |                                 |
| Creació per Fernando el Catòlic | Creació per Fernando el Catòlic                  | Creació per Fernando el Catòlic |
| ------------------------------- | ------------------------------------------------ | ------------------------------- |
| I                               | Gonzalo Fernández de Còrdova                     | 1502-1515                       |
| Rehabilitació per Alfonso XIII  |                                                  |                                 |
| II                              | Alfonso Ossorio de Moscoso i Ossorio de Moscoso  | 1893-1901                       |
| III                             | María Rafaela Ossorio de Moscoso i López de Ansó | 1901-1985                       |
| IV                              | Gonzalo de la Cierva i Moreno                    | 1985-actual titular             |

### Història dels ducs de Terranova
- Gonzalo Fernández de Còrdova i Aguilar, I Duc de Terranova, duc de Sessa, duc de Montalto, duc de Sant'Ängelo i duc de Andría.

A la mort del Gran Capità, el rei Fernando el Catòlic no va permetre que els seus successors heretessin el títol, per la qual cosa els seus successors encara que portessin el títol no ho van posseir legalment:
- Elvira Fernández de Còrdova i Sotomayor, filla del precedent

Va casar amb Luis Fernández de Còrdova i Zúñiga.
- Gonzalo Fernández de Còrdova i Fernández de Còrdova, fill de la precedent i sense descendència.

Va casar amb María Sarmiento de Mendoza.
- Fernando Ossorio de Moscoso i Fernández de Còrdova, intitulat a si mateix com a Duc de Terranova (títol portat motu propi).

En 1893, durant el regnat d'Alfonso XIII d'Espanya es va rehabilitar el títol "a segon titular".
- Alfonso Ossorio de Moscoso i Ossorio de Moscoso (1857-1901), II Duc de Terranova, XV duc de Soma, XI marquès de Monesterio.

1. Va casar amb María Isabel López i Jiménez de Embúm, III baronessa de la Joyosa, Dama de la Reina Victoria Eugenia de Battenberg.

- María Rafaela Ossorio de Moscoso i López de Ansó (1893-1985), III Duquessa de Terranova, XIV marquesa de Poza, XI comtessa de Garcíez.

1. Va casar amb Antonio de la Cierva i Lewita, II comte de Ballobar, Gentilhombre Gran d'Espanya amb exercici i servitud del Rei Alfonso XIII. Li va succeir el seu net, fill Alfonso de la Cierva i Ossorio de Moscoso i de Imelda Moreno i Arteaga:

- Gonzalo de la Cierva i Moreno(n 1961), IV duc de Terranova, XVII marquès de Poza, III comte de Ballobar.